# Masakijo Maezono
Masakijo Maezono (japonsko 前園 真聖), japonski nogometaš, * 29. oktober 1973.
Za japonsko reprezentanco je odigral 19 uradnih tekem.